# 金儲け
金儲け（かねもうけ）とは、およそ仕事や労働と同義であり商業の一形態を指すが、商品やサービスにおける双方の利益を求めての等価交換や商取引ではなく一方的に利益を求める等、俗なイメージが強く貨幣の蒐集などの目的や結果が些かずれている場合も含む。

## 概要
本来商取引では、物々交換のように互いに相手の所有物ないしサービスを交換するだけでなく、貨幣経済のように一時的に物品やサービスの価値を貨幣単位に変換し貨幣を利用して他の物品やサービスを得る。
「金儲け」と表現する場合は自身の持つ物品やサービスを貨幣単位に交換することが目的となり、自身の持つ貨幣単位を求める商品やサービスと交換することに積極的でないことを指す。こうした状態を揶揄し「拝金」なる表現も見られる。（拝金主義）
多くの企業では、富を分配し易いよう提供する商品やサービスへの対価を貨幣で受け取る形が定着している。しかし、会社組織の一部が社員に利益を十分に還元せず、顧客から受け取った貨幣に相当する商品やサービスを提供しないと場合があり、この場合は他から否定的にみなされる。

## 企業
売上から経費を引いた残りを「利益」と言う。企業は利益を得ることで存続が可能になる。不動産、有価証券などの売却益や特許使用料、著作権の印税収入などその他の利益も存在する。

### IT化と個人の金儲け
個人レベルでは、新たな収入の流れをつくろうとする動きがある。IT化によりネット上での金儲け情報が多数やり取りされている。
- データ入力などの在宅ビジネス
- マルチレベルマーケティング (MLM)
- 懸賞やアンケート
- インターネットオークション
- アフィリエイト
- ネットショッピング
- 情報起業
- ネット証券

などがある。個人の知識レベルや技術ではなかなかお金儲けに結びつかない。しかし、インターネットが普及して、リスクが少ないことから、個人で取り組む人が増えている。そのため、儲けるための情報やツールが、情報商材としてネット上で数多く販売されるようになった。